# 喬爾內 (普里盧基區)
50°47′46″N 32°14′58″E / 50.79611°N 32.24944°E
乔尔内（烏克蘭語：Чорне），2024年9月前名为切爾沃内（烏克蘭語：Червоне），是烏克蘭的村落，位於該國北部切爾尼戈夫州，由普里盧基區伊奇尼亞市鎮負責管轄，始建於1920年，面積0.16平方公里，海拔高度133米，2001年人口14。
2024年9月19日，乌克兰最高拉达将此村的名字改为乔尔内。